# Effetto Munroe
L'effetto Munroe consiste nel concentrare in una regione "vuota" collocata all'interno o nelle adiacenze di un esplosivo, la maggior parte dell'energia chimica contenuta nell'esplosivo stesso; tale proprietà è alla base del principio dei proiettili/ordigni a carica cava.
In pratica l'energia chimica, contenuta in un esplosivo accuratamente sagomato, viene direttamente concentrata su di una piccola superficie del corpo da penetrare.
Se alla parte "cava" dell'esplosivo viene data un'opportuna forma (solitamente conica, con un preciso angolo di conicità e lunghezza dello stesso), viene massimizzato l'effetto ed a seguito dell'esplosione si formerà un getto di plasma dotato di altissima temperatura, pressione e velocità di propagazione capace di perforate praticamente qualsiasi tipo di sostanza compatta, anche molto spessa. In pratica con questo accorgimento sono necessari quantitativi molto inferiori di esplosivo, poiché quasi tutta l'energia viene usata in maniera molto più efficiente su di una piccola superficie, anziché essere dispersa sfericamente in tutte le direzioni, qualora fatto esplodere normalmente. 

## Storia
Questo particolare tipo di effetto prende il nome da Charles Edward Munroe, che lo scoprì nel 1888. Mentre lavorava alla Naval Torpedo Station a Newport, negli Stati Uniti, osservò che quando si faceva detonare, nei pressi di una lastra di metallo, un blocco di fulmicotone, in cui era inciso il nome del suo produttore, l'iscrizione veniva incisa nella lastra.
Se le lettere erano in rilievo rispetto al resto del fulmicotone, allora le lettere sulla lastra, venivano impresse, allo stesso modo, in rilievo rispetto alla superficie.
Nel 1910, Egon Neumann, in Germania, scoprì che se il TNT conteneva un incavo dalla forma conica, riusciva a lacerare agevolmente una lastra di metallo che, in condizioni normali, veniva solo intaccata dalla stessa quantità di esplosivo.

## Applicazioni pratiche
Comunque, questa scoperta non venne utilizzata a scopi militari fino alla Seconda guerra mondiale, quando la sua prima applicazione, probabilmente della britannica No. 68 AT Grenade, venne utilizzata per la prima volta nel maggio del 1940, ma non ottennero i risultati sperati per tutta una serie di motivi tecnici e pratici. Subito dopo furono i tedeschi che, studiando il materiale bellico rinvenuto e comprendendone le potenzialita`, lo affinarono e perfezionarono ulteriormente, realizzando i primi lanciagranate "Panzerfaust" contro i carri armati russi sul fronte orientale ed esplosivi da applicare direttamente sulle corazzature da demolire. Infine solo successivamente lo stesso principio venne copiato dagli americani con i famosi "Bazooka"
Nelle applicazioni militari moderne, l'ordigno a effetto Munroe che utilizza il principio della carica cava, pratica una penetrazione in una piastra di solido acciaio pari al 150-250% del diametro dell'ordigno, tuttavia tende ad essere poco efficace contro moderne corazze composite o reattive, che sono state sviluppate specificamente per contrastare gli ordigni a carica cava.
In applicazioni non-militari, le cariche cave sono apprezzate per la loro versatilità e velocità. Poche centinaia di libbre di cariche cave ben piazzate possono demolire un edificio più velocemente di alcune centinaia di tonnellate di macchinari e, nella manifattura dell'acciaio, piccole cariche cave sono spesso usate per forare rubinetti di colata rimasti occlusi da scorie o quant'altro. 

### LaJet-Axe
Un dispositivo chiamato Jet-Axe fu usato qualche volta attorno agli anni sessanta dai vigili del fuoco nel Regno Unito per forare porte rinforzate e muri, e aiutare i soccorsi a praticare un accesso.
La Jet Axe aveva la forma di un bombolone appiattito di circa 60 cm di diametro, con un foro nel mezzo e che conteneva un anello di carica cava.
Il dispositivo andava agganciato su una porta o su un muro con la carica cava rivolta di fronte alla porta o al muro: quando detonava, praticava un foro circolare. Tale dispositivo fu mostrato nella TV britannica, in un programma popolare chiamato Tomorrow's World, con Raymond Baxter.